# V429 Geminorum
Désignations
V429 Geminorum (en abrégé V429 Gem) est une étoile située à une distance de ∼ 90,7 a.l. (∼ 27,8 pc) du Soleil, dans la constellation zodiacale des Gémeaux. Aussi désignée BD+20°1790, elle est l'objet primaire d'un système planétaire dont l'unique objet secondaire connu est BD+20 1790 b, une planète confirmée,.